# Sideritis molinae
Sideritis molinae là một loài thực vật có hoa trong họ Hoa môi. Loài này được Stübing, Peris & Figuerola miêu tả khoa học đầu tiên năm 1993.